# Huilatherium
Huilatherium es un género de leontínido, mamíferos de pezuña pertenecientes al hoy extinto orden de los notoungulados, que comprenden otras familias de ungulados suramericanos que evolucionaron en cierto paralelismo con los mamíferos de otras partes del mundo para adaptarse a los nichos ecológicos del Cenozoico. Los leontínidos fueron una familia de herbívoros que comprendía especies de tamaño mediano a grande, especializada en una dieta ramoneadora, con cráneos relativamente cortos y extremidades robustas, un poco similares a sus parientes, los mejor conocidos toxodóntidos.
Huilatherium fue descubierto en Colombia, en el yacimiento fósil de La Venta en el departamento de Huila, al que debe su nombre (que traduce "bestia del Huila"), con una única especie conocida hasta ahora, H. pluriplicatum. Esta especie fue inicialmente descrita de un maxilar izquierdo con dientes dientes deciduos de un ejemplar joven, que fue reportado por Jane Colwell en 1965 como posible leontínido, al cual le aplicó el nombre científico de "Laventatherium hylei" ("bestia de La Venta"), pero dado que ella realizó su descripción en una tesis de maestría y nunca lo publicó, los autores Villarroel y Guerrero Díaz ignoraron dicho reporte y volvieron a describir el material, esta vez como Huilatherium, que pese a ser una denominación posterior a "Laventatherium" queda como nombre oficial dado que el primero no satisface las reglas de la ICZN para publicación de nombres científicos.
Descripciones posteriores de la especie reportaron material adicional como otros fragmentos craneales, dientes y piezas postcraneales, que muestran que era un animal de hasta 500 kilogramos de peso, uno de los mayores de su tipo y que vivió a mediados del Mioceno, hace unos 12 millones de años (edad-mamífero del Laventense), resultando especialmente notorio por ser el último y más especializado miembro conocido de su familia. En los leontínidos, se presenta una progresiva tendencia a la especialización de la dentadura, en la que en esta se van desarrollando más los incisivos y aparece un diastema. En Huilatherium, los dientes caninos se reducen de tamaño, reduciéndose el número de dientes anteriores y desarrollando incisivos similares a caninos. Sus características indican un cercano parentesco al leontínido Taubatherium paulacoutoi, procedente del Oligoceno de la formación Tremembé en Brasil con el que conforman un clado apartado de otras especies de la familia, conocidas primordialmente de sitios del Paleógeno argentino y que indicaría como esta familia se vio desplazada hacia el norte tropical a medida que los cambios climáticos iban desapareciendo los medios arbolados de los que dependían.